# Netcasting
Als Netcasting bezeichnet man in Netscape-Terminologie eine Methode, um Webseiten im Push-Verfahren über ein IP-basiertes Netzwerk auf den lokalen Computer zu übertragen; bei Microsoft wird eine vergleichbare Technologie als Webcasting bezeichnet; Letzteres darf nicht verwechselt werden mit Webcasting im Sinne von Streaming Media.

## Geschichte und Entwicklung
Die ersten Netcasting- und Webcasting-Produkte erschienen um 1996 am Markt. Beim Netcasting war um 1997 die kalifornische Firma Pointcast Marktführer. Pointcast hatte im Sommer 1997 bereits zwei Millionen Downloads seiner kostenlosen Push-Software und versorgte die Nutzer vorwiegend mit Nachrichten aus verschiedenen Agenturen und Zeitschriften.
In Prognosen aus diesen Jahren wurden Umsätze in Milliardenhöhe aus Werbeeinnahmen angekündigt. Firmen wie Netscape, Microsoft, Bertelsmann sowie diverse Business-Dienste, Provider und Betreiber von Suchmaschinen folgten dem vermeintlichen neuen "Megatrend".
Kritiker aus der Online-Szene sahen diese Versuche zur Priorisierung von Push-Technologien eher gelassen entgegen. Solange es die Möglichkeit gebe, per Mausklick selbst zu entscheiden, was man sehen, lesen, finden und entdecken will, würden die Pusher bestenfalls ein Teil des World Wide Webs dominieren.
Bereits ein Jahr nach dem Einsetzen der Hype-Phase wurde die Idee eines ubiquitären Netcasting wieder beerdigt: Beispielsweise wurde in einer Meldung der Zeitschrift Online Today aus dem Sommer 1998 Push als "Anti-Trend" deklariert (Artikel Anti-Trend Push (Trends). In: Online Today 08/1998, S. 33).

## Anbieter
Zu den Anbietern von Netcasting-Lösungen gehörten u. a.:
- After Dark online
- Backweb
- Castanet
- Datachannel
- Diffusion
- Downtown
- Individual
- Intel: Intercast
- Marimba
- Microsoft: Active Desktop, Channels
- Netscape: Constellation
- Newscatcher
- Pointcast
- Smart Newscan Internet
- Tibco

## Kritik
Die Hauptkritikpunkte am Webcasting lassen sich wie folgt zusammenfassen:
- Webcasting bietet nichts Neues. Wer ein passiv zu benutzendes, fernseh-ähnliches Internet will, könnte stattdessen lieber den Fernseher anschalten und sich dort den für ihn interessantesten Kanal auswählen.
- Webcasting widerspricht dem Grundgedanken des Internets. Das Push-Prinzip macht einen der großen Vorteile des Internets zunichte: Die Möglichkeit des Nutzers, die von ihm benötigten Informationen aktiv zu recherchieren und sein eigener Gatekeeper zu sein. Noch stärker als im Broadcasting entscheiden Dritte, welche Informationen "gepusht" werden, noch stärker dominieren kommerzielle Interessen, weil durch Personalisierung und Benutzerprofile eine präzisere Zielgruppenansprache möglich wird.
- Webcasting verschwendet Bandbreite. Ähnlich wie bei einer Tageszeitung stellt Netcasting eine Vielzahl von Informationsoptionen bereit. Beim Netcasting werden permanent Informationen übertragen, die nur partiell genutzt werden; dadurch wird dauerhaft Bandbreite belegt. Besonders kritisch ist diese Ressourcenverschwendung in Intranets von Firmen, die für unternehmenskritische Zwecke eingesetzt werden.

Der Journalist Heinrich Seeger spottete angesichts der zahlreichen Kritikpunkte am Netcasting in einer Glosse in der Fachzeitschrift Global Online:
"Ohne jede (Inter-) Aktivität kommt das Internet von allein wie der Knochen zum Hund, aus Couch Potatoes vor dem Fernseher werden in Zukunft Mouse Potatoes am Computer" (s.s.O.).